# Oscar B. Goodman
Oscar Baylin Goodman (født 26. juli 1939) er en amerikansk jurist og politiker. Han var borgmester i Las Vegas, Nevada i perioden fra 1999 til 2011. Oscar Goodman var i den sidste del af borgmesterperioden uafhængig kandidat, men var tidligere medlem af Det demokratiske parti. Hans hustru Carolyn G. Goodman efterfulgte ham på posten.